# Сапожков, Александр Васильевич
Александр Васильевич Сапожков (? — 6 сентября 1920) — руководитель восстания против продразвёрстки и политики военного коммунизма.

## Биография
Родился в крестьянской семье. Участвовал в Первой мировой войне, в 1917 в чине подпоручика вернулся в Новоузенск. Стал первым председателем Новоузенского уездного совета, участник установления советской власти в уезде. В мае 1918 был избран членом самарского губернского революционного комитета. Был левым эсером, но после восстания Чехословацкого легиона стал называть себя коммунистом, однако не вступая в РКП(б). Создавал в Новоузенском уезде красногвардейские отряды из революционно настроенных крестьян и бывших фронтовиков. Красногвардейские бригады А. В. Сапожкова и Чапаева, собиравшего отряды в соседнем Николаевском уезде, вошли в созданную июне 1918 4-ю армию Восточного фронта. Отряды принимали участие в боях в районе Уральска против казаков и Народной армии Комуча. В ходе боёв зарекомендовал себя как талантливый командир, служил в 22-й дивизии. После того, как в части разразился мятеж, в ходе которого были убиты члены Реввоенсовета 4-й армии Г. Д. Линдов, П. В. Майоров, В. П. Мяги, предыдущий начдив А. А. Дементьев был снят с поста, А. В. Сапожков возглавил дивизию.
В апреле 1919 дивизия была окружена в Уральске белоказаками под командованием генерала В. С. Толстова. 20 апреля город был объявлен на осадном положении. Связь со штабом 4-й армии осуществлялась только по радио и самолётами. Осада длилась 80 дней, после чего была снята 25-й стрелковой дивизией и Особой коммунистической бригадой (командир — И. М. Плясунков) под общим командованием В. И. Чапаева. Героическая оборона прославила дивизию: три её полка были награждены Почётными революционными Красными Знаменами, ещё один полк и свыше 100 человек — орденами Красного Знамени. Вскоре 22-я дивизия была переброшена на Южный фронт, сражалась в Донской области, но А. В. Сапожков «за неумелое командование и за разлагающую политику… был убран с фронта и послан в тыл для формирование частей из собранных дезертиров».
Вернувшись с фронта А. В. Сапожков попытался прекратить в Новоузенском уезде продразвёрстку и восстановить свободную торговлю, что окончилось неудачей. Однако именно ему было поручено формирование в Бузулукском уезде Самарской губернии 9-й кавалерийской дивизии для дальнейшей отправки на Юго-Западный фронт. 9 июля А. В. Сапожков на встрече с близкими ему командирами сообщил о своей отставке и предложил «выразить протест вооружённой силой». Тогда же он предложил идейную платформу для будущего восстания. 13 июля собрание комсостава дивизии подтвердило решение о вооружённом выступлении. Опасные для начинания люди были немедленно арестованы. 14 июля на дивизионном митинге в селе Погромное в 25 верстах от Бузулука А. В. Сапожков зачитал приказ № 1 о переименовании 9-й кавалерийской дивизии в 1-ю Красную армию «Правды». Также в приказе разрешалась свободная торговля всеми продуктами, при этом указывалось, что спекулянтов будет ждать суровое наказание. Армия была разделена на 1-ю кавалерийскую дивизию, 1-ю стрелковую дивизии, состоящую из двух пехотных полков, а также конную батарею из 4-х орудий. Политическим руководителем армии назначался Ф. И. Долматов, начальником кавалерийской дивизии Т. Ф. Зубарев, начальником штаба Е. Хорошилов, его помощником по административной части С. Хорошилов, командиром 1-й стрелковой бригады 1-й стрелковой дивизии Воробьёв. Политический отдел и Особый отдел упразднялись. Военные силы в начале восстания составляли 500 штыков, 500 сабель, 2 орудия и три пулемёта. Для привлечения новых бойцов и формирования 2-й стрелковой дивизии Сапожков отправил одного из своих соратников И. Плясункова в Пугачёвский уезд. Планировалось поднять население уезда на борьбу, захватить Пугачёв и Балаково. Однако затея провалилась и уже 18 июля К. А. Авксентьевский доложил, что И. Плясунков был взят в плен.
Захватив Бузулук, часть сил А. В. Сапожков отправил на станцию Колтубанка, после захвата которой был разобран железнодорожный мост через одноимённую реку. Уже 16 июля под натиском сил РККА, состоявших из отрядов Шпильмана и С. Н. Келлера, Бузулук восставшими был оставлен. С 18 июля разрозненные отряды РККА объединяются под началом В. П. Распопова и начинают преследование.
Весь август продолжались бои между силами Армии «Правды» и преследующими их частями Красной армии. Силы восставших таяли, и они были вынуждены отступать в заволжские степи, в район озера Бак-Баул на территории Астраханской губернии. 6 сентября 1920 состоялся решающий бой, когда отряд красноармейцев Тимашёва в количестве 70 человек настиг остатки восставших в районе аула Койм. В ходе последней атаки Сапожков лично руководил ей, находясь впереди своего отряда. Курсант борисоглебских кавалерийских курсов Шевцов с тремя другими всадниками бросились ему наперерез. Сапожков, однако, заметил манёвр и сам бросился на преследующих, но был окружён. Выстрелом была убита лошадь под ним, которая при падении придавила всадника. На помощь Сапожкову бросились командир батареи Землянский и его помощник Будыкин. Шевцов, видя, что живым взять Сапожкова не удастся, убил его, выстрелив в упор. Остатки мятежников, разделившись на несколько групп по 10-15 человек, рассеялись в южном и юго-западном направлениях.

### Звания
- подпоручик;
- начдив.